# トラになったトム
『トラになったトム』（Part Time Pal、1947年3月15日）は、「トムとジェリー」の作品の一つ。日本においてはパブリックドメインである。

## スタッフ
- 監督 - ウィリアム・ハンナ、ジョセフ・バーベラ
- 製作 - フレッド・クインビー
- 共同製作 - ウィリアム・ハンナ(クレジット無し)
- 脚本 - ウィリアム・ハンナ、ジョセフ・バーベラ(クレジット無し)
- 原画 - ケネス・ミューズ、エド・バージ、マイケル・ラー、レイ・パターソン（クレジット無し)、ピーター・バーネス（クレジット無し）
- 音楽 　スコット・ブラッドリー
- 彩色プロセス - テクニカラー
- 録音プロセス - ウェスタン・エレクトリック
- 制作 - メトロ・ゴールドウィン・メイヤー・カートゥーン・スタジオ（英語版）
- 配給 - メトロ・ゴールドウィン・メイヤー、ロウズ・シアター

## 作品内容
お手伝いさんから冷蔵庫の見張りを厳命され、失敗したら追い出すと言われたトムはいつも以上に気合いを入れ、箒を構えて近衛兵よろしく冷蔵庫の警備をする。その様を笑い早速悪戯を仕掛けるジェリー。たちまち追いかけっこが始まるが、その途中で地下倉庫まで滑り転げたトムは勢い余ってりんご酒の樽に飛び込んでしまう。這い上がった時には完全に酔いつぶれてしまった。
へべれけに酔い気が大きくなったトムは、台所の番の役目などどこへやら。今までの出来事が嘘のようにジェリーに友好的に接する。冷蔵庫の中身を物色してはそれらをジェリーに勧め、食べる様子がなければ放り捨ててしまう。そのうちにトムは冷蔵庫上段の棚をつまみ食いついでにひっくり返し、周囲に食料が散乱。騒ぎを聞いて駆けつけたお手伝いさんは台所のあらぬ惨状に怒り狂う。そんな彼女にまでちょっかいをかけようとするトムが見つからないようジェリーは上手くかくまう。
しかし、ふとしたことで冷水を浴びたことからトムはようやく酔いを醒ます。そして台所の様子に真っ青になり、「トム公認」の冷蔵庫荒らしを楽しんでいたジェリーを再び追い回す。ジェリーはとっさに洗面所に逃げ込むが、それを追うトムは転んだ拍子に「BAY RUM」の瓶が口の中に飛び込み、またしても酔いつぶれてしまう。
再度トラになったトムはジェリーを食卓に案内。主人気取りで席に着くと、既に2階の寝室で寝入っているお手伝いさんをベルで呼びつける。何度呼び出しても来る様子のないお手伝いさんに業を煮やしたトムは、2階に上がるや、ジェリーの静止もお構いなしに水差しの水をぶっかける。
カンカンになったお手伝いさんは階段から飛び降り、その衝撃で家がぶち壊れるのもかまわずトムを追い回す。それでも酔いが醒め切らないまま、お手伝いさんが振り回す箒を器用によけつつ、月明かりの中をどこまでも逃げるトムだった。

## 登場キャラクター
トム
冷蔵庫監視を命ぜられ当初は真面目に仕事するも、ジェリーを追いかけるうちに2度アルコールを浴びて酔いつぶれ、ジェリーと友好的に接するようになる。その後寝ていたお手伝いさんへ水をかけて激怒させてしまい追いかけられた。
ジェリー
自身を捕まえようとするうちにアルコールを浴びて酔いつぶれたトムに友好的に接せられ、一時的に仲良くなる。お手伝いさんに水をかけようとするトムの制止を試みるも失敗に終わる。
お手伝いさん
「あのネズミを冷蔵庫の中に入れたら追い出す」と最後通告したうえで冷蔵庫の監視をトムに命令。だが酔いつぶれたトムが水をかけてきたことに激怒し、最後はトムを箒で叩きのめそうと追い回した。

## その他
この作品はトムとジェリー二匹の本質を突いたような作品である。酒を飲むと本性が現れるのはトムも例外でなく、本当はお手伝いさんを無視してでもジェリーと仲良くしたいというトムの本性が読み取れる(勿論、トムはネズミ駆除のために飼われているのでそれは普段は不可能なのだが)。ジェリーに関しても、普段であればトムに自ら悪戯を仕掛けるが、今作では酔い潰れてしまったトムが追い出されないようかくまっていることから、トムを動物の垣根を越えた仲間として認めていることが分かる。
しかしトムとジェリーはあくまで「ネズミ駆除のために飼われる猫」と「民家に勝手に住み込むネズミ」の関係であり、名目上仲良くすることは出来ず、互いの生活を守るためにも『けんか』を続ける必要があるのである。